# Chelocoris
Chelocoris is een geslacht van wantsen uit de familie van de Reduviidae (Roofwantsen). Het geslacht werd voor het eerst wetenschappelijk beschreven door Bianchi in 1899.

## Soorten
Het genus bevat de volgende soorten:

- Chelocoris alatus Kormilev, 1988
- Chelocoris bianchii Kormilev, 1971
- Chelocoris brancuccii Kormilev, 1988
- Chelocoris chinai Hutchinson, 1945
- Chelocoris dissimilis Liu, 1988
- Chelocoris handlirschi Bianchi, 1899
- Chelocoris heissi Rabitsch, Cui & Cai, 2006
- Chelocoris horvathi Dudich, 1922
- Chelocoris murreeanus (Yousuf & Ahmad, 1976)
- Chelocoris sinicus Hsiao & Liu, 1979
- Chelocoris spinosulus Kormilev, 1962
- Chelocoris spinulosus Kormilev, 1962
- Chelocoris tibeticus Hsiao & Liu, 1979
- Chelocoris truncatus Kormilev, 1962
- Chelocoris vietnamensis Kormilev, 1990
- Chelocoris wittmeri Kormilev, 1988
- Chelocoris yunnananus Hsiao & Liu, 1979
- Chelocoris yunnanus Hsiao & Liu, 1979